# 655
سنة 655 م كانت سنة بسيطة تبدأ يوم الخميس (الرابط يظهر نموذج التقويم الكامل للسنة) من التقويم اليولياني. بدأت تسمية السنة ب655 منذ العصور الوسطى المبكرة، عندما أصبح تقويم أنو دوميني هو الأسلوب السائد في أوروبا لتسمية السنوات.

## أحداث
- معركة ذات الصواري

## مواليد
- يوحنا السادس

## وفيات
- سويد بن كراع العكلي
- بيندا
- ثيودر الأول